# Izatoički anhidrid
Izatoički anhidrid je organsko jedinjnje izvedeno iz antranilne kiseline. Ova bela čvrsta supstanca, dobija se reakcijom antranilne kiseline sa fosgenom.

## Reakcije
Hidrolizom se dobijaju ugljen-dioksid i antranilna kiselina. Alkoholiza se odvija slično, dajući estar:
C6H4C2O3NH  +  ROH  →   C6H4(CO2R)(NH2)  +  CO2
Amini takođe utiču na otvaranje prstena. Aktivna jedinjenja metilena i karbanjoni zamenjuju kiseonik dajući derivate hidroksihinolinona. Deprotonacija praćena alkilacijom daje N-supstituisane derivate. Natrijum-azid daje benzimidazolon preko izocijanata. Izatoički anhidrid se koristi kao agens za uduvavanje u industriji polimera, što je aplikacija koja koristi njegovu tendenciju oslobađanja CO2.

## Upotreba u pripremi lekova
Izatoički anhidrid se koristi kao prekurzor za sintezu metahalona i srodnih farmaceutskih lekova na bazi 4-hinazolinona.